# Маража-ду-Сена

Маража-ду-Сена на карте штата.

Маража-ду-Сена (порт. Marajá do Sena) — муниципалитет в Бразилии, входит в штат Мараньян. Составная часть мезорегиона Запад штата Мараньян. Входит в экономико-статистический микрорегион Пиндаре. Население составляет 8051 человек на 2010 год. Занимает площадь 1402,594 км². Плотность населения — 5,74 чел./км².

## Демография
Согласно сведениям, собранным в ходе переписи 2010 г. Национальным институтом географии и статистики (IBGE), население муниципалитета составляет:
| Полное население                               | Полное население                               | Полное население                               | Полное население                               | 8051  |
| ---------------------------------------------- | ---------------------------------------------- | ---------------------------------------------- | ---------------------------------------------- | ----- |
| в том числе:                                   | Городское население                            | 1158                                           | Процент городского населения, %                | 14,38 |
|                                                | Сельское население                             | 6893                                           | Процент сельского населения, %                 | 85,62 |
|                                                | Мужское население                              | 4390                                           | Процент мужского населения, %                  | 54,53 |
|                                                | Женское население                              | 3661                                           | Процент женского населения, %                  | 45,47 |
| Плотность населения, чел/км²                   | Плотность населения, чел/км²                   | Плотность населения, чел/км²                   | Плотность населения, чел/км²                   | 5,74  |
| Население муниципалитета в % к населению штата | Население муниципалитета в % к населению штата | Население муниципалитета в % к населению штата | Население муниципалитета в % к населению штата | 0,12  |

По данным оценки 2016 года, население муниципалитета составляет 7658 жителей.

## Статистика
- Валовой внутренний продукт на 2003 год составляет 16 673 513,00 реалов (данные: Бразильский институт географии и статистики).
- Валовой внутренний продукт на душу населения на 2003 год составляет 2362,69 реала (данные: Бразильский институт географии и статистики).
- Индекс развития человеческого потенциала на 2000 год составляет 0,519 (данные: Программа развития ООН).